# Primera División (Chile) 1935
Die Primera División 1935, auch unter dem Namen 1935 Campeonato Nacional de Fútbol Profesional bekannt, war die 3. Saison der Primera División, der höchsten Spielklasse im Fußball in Chile.
Teilnehmer waren wie in der ersten Saison nur Teams aus Santiago. Die Meisterschaft gewann erneut das Team von CD Magallanes, das in der dritten Saison seinen dritten Titel holte.

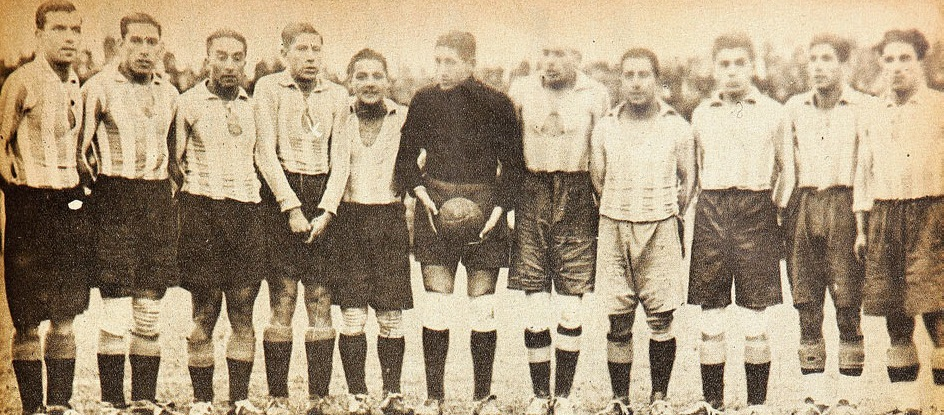
Das Meisterteam von 1935

## Modus
Die sechs Teams aus Santiago spielen in einer Ligatabelle jeder gegen jeden mit Hin- und Rückspiel. Sieger ist die Mannschaft mit den meisten Punkten. Bei Punktgleichheit entscheidet das Torverhältnis.

## Tabelle
| Pl.                       | Verein             | Sp. | S | U | N | Tore    | Diff. | Punkte |
| ------------------------- | ------------------ | --- | - | - | - | ------- | ----- | ------ |
| 1.                        | CD Magallanes (M)  | 10  | 7 | 0 | 3 | 035:190 | +16   | 14     |
| 2.                        | Audax Italiano (a) | 10  | 6 | 2 | 2 | 040:280 | +12   | 13     |
| 3.                        | Badminton FC (b)   | 10  | 5 | 1 | 4 | 028:200 | +8    | 12     |
| 4.                        | CSD Colo-Colo (a)  | 10  | 5 | 2 | 3 | 028:230 | +5    | 11     |
| 5.                        | Unión Española (b) | 10  | 2 | 1 | 7 | 014:290 | −15   | 06     |
| 6.                        | Santiago FC        | 10  | 0 | 4 | 6 | 020:380 | −18   | 04     |
| Quelle: , Stand: Endstand |                    |     |   |   |   |         |       |        |

| Punktänderungen nach administrativen Entscheidungen: |
| (a) 1 Punkt Abzug                                    |
| (b) 1 Punkt Bonus                                    |

## Beste Torschützen
| Rang | Spieler           | Klub       | Tore |
| ---- | ----------------- | ---------- | ---- |
| 1    | Aurelio Domínguez | Colo-Colo  | 12   |
|      | Guillermo Ogaz    | Magallanes | 12   |